# 白い炎
「白い炎」（しろいほのお）は、1985年5月21日にリリースされた斉藤由貴の2枚目のシングルである。発売元はキャニオン・レコード(EP: 7A0488)。

## 概要
片思いしている男子生徒に失恋した（告白できなかったために恋敵に奪われた）女子高校生の心情を歌っている。
イントロで約5秒間微かに聴こえる音は、ロウソクの炎を燃やしているイメージとなっている。
斉藤由貴が主役の初代 麻宮サキを演じたフジテレビ系ドラマ「スケバン刑事」の主題歌となった。
アルバム・ヴァージョンとシングル・ヴァージョンでヴォーカル・テイクが違い、コーラスもアルバム・ヴァージョンの方がサビ部分でフルに入っている。ドラマ『スケバン刑事』の主題歌では、アルバム・ヴァージョンが使用されている。
サビで聞こえる犬の鳴き声のような音は、実際に彼女がスタジオに連れてきた犬が録音中に吠えたものをそのまま収録している。
2021年2月21日に発売されたデビュー35周年記念アルバム『水響曲』でセルフカバーしている。

## 収録曲
1. 白い炎
  - 作詞:森雪之丞／作曲:玉置浩二／編曲:武部聡志
2. 石鹸（シャボン）色の夏
  - 作詞:森雪之丞／作曲:亀井登志夫／編曲:武部聡志

## カバーした歌手
- 斎藤千和 (2008年) - アニメ『ロザリオとバンパイアCAPU2』キャラクターソングシングル2に収録。斉藤由貴以外の歌手では初のカバーとなった。